# マカヒキ

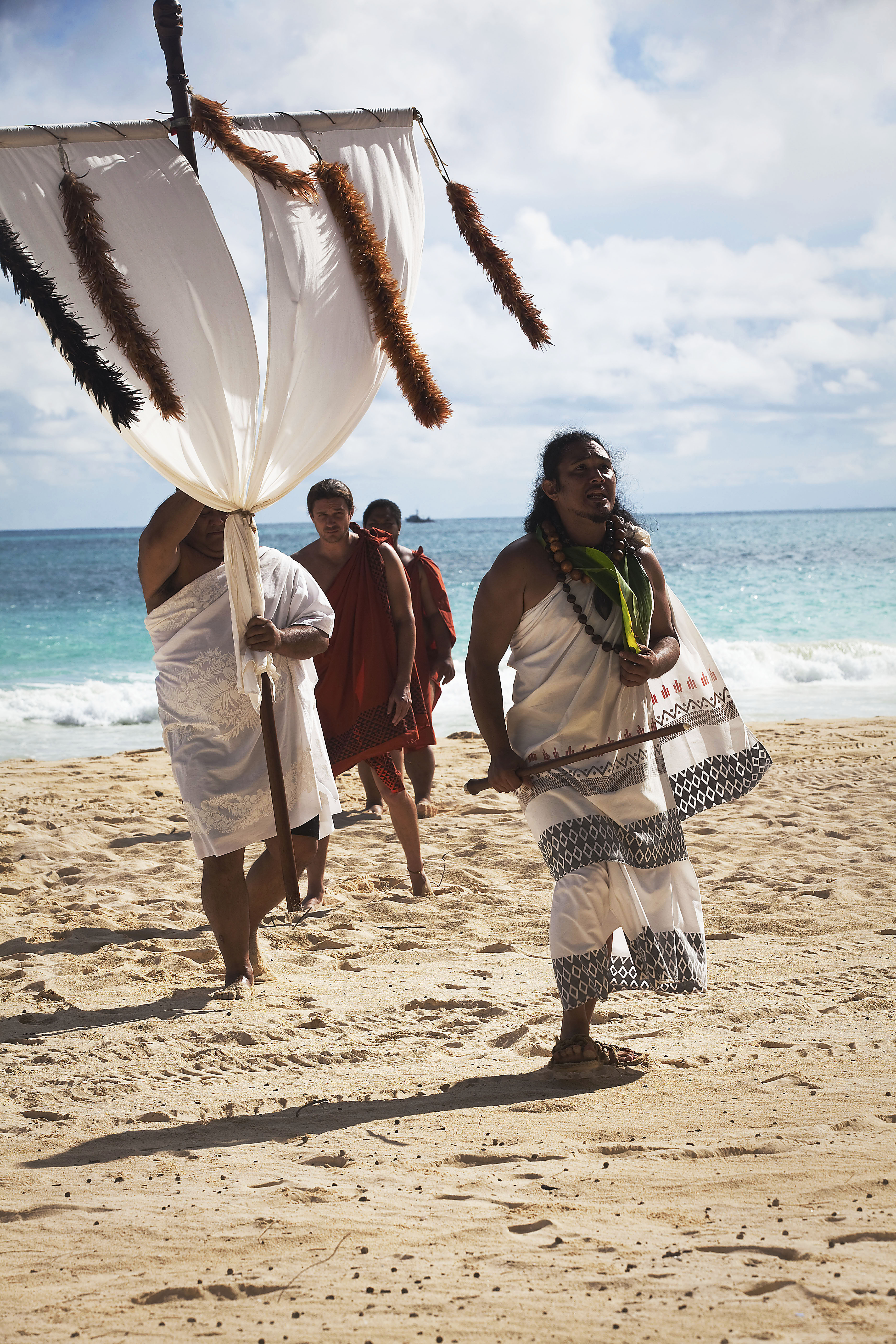
現代のマカヒキ（オアフ島で）

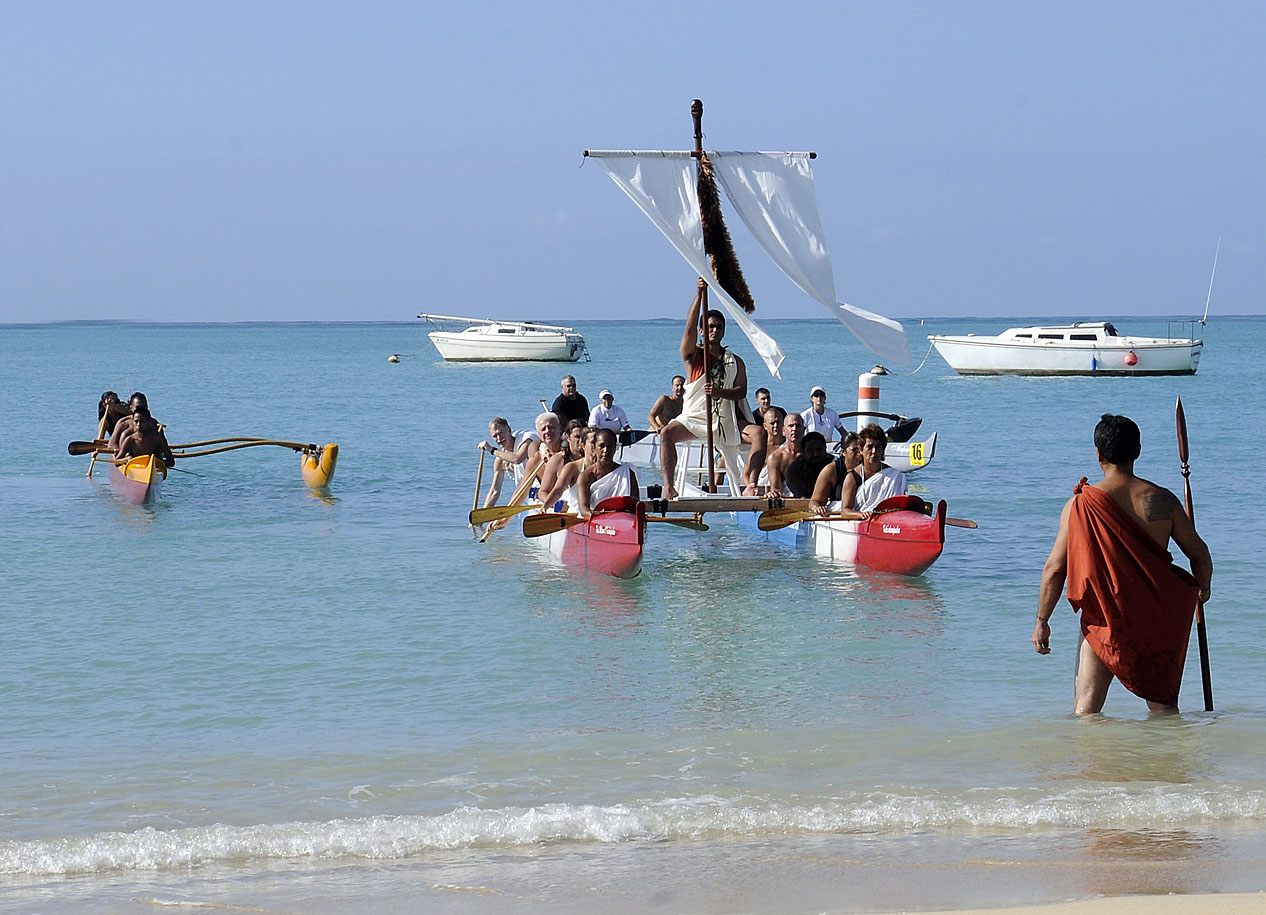
現代のマカヒキ（オアフ島で）

マカヒキ（ハワイ語: Makahiki）は、ハワイ先住民の新年から4か月間の収穫を祝う休息の期間である。 

## ハワイの新年
ハワイの新年はマカリイ（Makali`i；Makaは「目」、li‵iは「小さな」）、すなわちプレアデス星団（すばる）が日没後すぐに水平線に上る時期の最初の新月で、それから4か月を収穫と休息の時期としていたものである。この時期は現在では11月末に当たり、天球は地球の歳差などによって移動して見えることから、1000年前は11月最初の週で2000年前には10月20日ごろであった。

## 「ロノ」の神の季節
ハワイ神話では4大神のうち、常時はクーが優勢であるが、マカヒキの期間はロノが優勢でそれを祭るヘイアウ（聖所）ではカパを垂らして盛大に祝う。この期間、クーを祭るヘイアウには高い棒の上に白い布をつけ、現在はロノの期間であることを示す。

## キャプテン・クックのハワイ発見
1778年にキャプテン・クックがヨーロッパ人として初めてハワイ諸島を発見した当時はちょうどマカヒキの季節にあたり、彼が寄ったケアラケクア湾にはロノを祭るヘイアウがあったため、白い帆を付けた彼の船はロノの来航と間違えられ、最初は大歓迎されたことで知られる。

## 新年のあいさつ
ハワイ人の「新年、おめでとう」は「ハウオリ マカヒキ ホウ」という。ハウオリは「喜ばしい」、ホウは「新しい」の意味。